# Brujo
| Recensione              | Giudizio |
| ----------------------- | -------- |
| AllMusic                |          |
| Dizionario del Pop-Rock | [ 3 ]    |

Brujo è il sesto album dei New Riders of the Purple Sage, pubblicato dalla Columbia Records nel novembre del 1974.

## Tracce

### LP
Lato A
1. Old Man Noll – 2:42 (John Dawson)
2. Ashes of Love – 2:12 (Jim Anglin, Johnny Wright)
3. You Angel You – 2:41 (Bob Dylan)
4. Instant Armadillo Blues – 2:49 (John Dawson)
5. Workingman's Woman – 2:42 (Dorothy Goodman, Troy Seals, Will Jennings)
6. On the Amazon – 3:03 (Kim Fowley, Skip Battin)

Lato B
1. Big Wheels – 2:58 (Kim Fowley, Skip Battin)
2. Singing Cowboy – 3:53 (Kim Fowley, Skip Battin)
3. Crooked Judge – 2:57 (David Nelson, Robert Hunter)
4. Parson Brown – 3:03 (John Dawson)
5. Neon Rose – 3:57 (Kim Fowley, Skip Battin)

## Formazione
- John Dawson - chitarra, voce
- David Nelson - chitarra, voce
- Buddy Cage - chitarra pedal steel
- Skip Battin - basso, voce, chitarra, piano
- Spencer Dryden - batteria, voce

Musicisti aggiunti
- Mark Naftalin - tastiere
- Neil Larson - tastiere
- Ed Freeman - mellotron
- Dan Patiris - corno inglese
- Armando Peraza - bongos

Note aggiuntive
- Ed Freeman - produttore
- Registrazioni effettuate al Record Plant di Saulito (California) nel luglio-agosto, 1974
- Tom Flye, Kurt Kinzel, Bob Edwards e Don Wood - ingegneri delle registrazioni
- George Horn - mastering
- Gage Taylor - design e illustrazioni copertina album originale
- Ed Sirrs - fotografia copertina album originale
- Joe Kerr - manager
- Dale Franklin - road manager
- Robbie Cook - crew manager
- Rita Gentry Higginbotham - segretaria
- Christine Kelly - contabile
- Ron Rainey - agente[6]

## Classifica
Album
| Anno | Classifica    | Posizione raggiunta |
| ---- | ------------- | ------------------- |
| 1974 | Billboard 200 | 68                  |